# Lee Davis (cestista)
Lee Ommie Davis (Raleigh, 11 ottobre 1945) è un ex cestista statunitense, professionista nella ABA.

## Carriera
Venne selezionato dai Phoenix Suns al decimo giro del Draft NBA 1968 (133ª scelta assoluta).

## Palmarès
- ABA All-Star Game: 1

1970
- Cinquantatreesimo migliore rimbalzista di sempre ABA